# Deutsche Glasfaser
 (mars 2024).
 (mars 2024).
Si vous disposez d'ouvrages ou d'articles de référence ou si vous connaissez des sites web de qualité traitant du thème abordé ici, merci de compléter l'article en donnant les références utiles à sa vérifiabilité et en les liant à la section « Notes et références ».
Deutsche Glasfaser Holding GmbH est une entreprise de télécommunications fondée en 2011. Le siège de la société, inscrit au registre du commerce, se trouve à Borken, en Rhénanie-du-Nord-Westphalie, et le centre administratif est situé à Düsseldorf. L'entreprise exploite le déploiement de réseaux de fibre optique FTTH jusqu'au domicile et est fournisseur de services de télécommunication dans les domaines de l'Internet, de la télévision et de la téléphonie.

## Histoire
Deutsche Glasfaser a été fondée en 2011 par la société d'investissement privée néerlandaise Reggeborgh, qui était déjà active aux Pays-Bas avec sa filiale Reggefiber quelques années plus tôt dans le domaine de l'expansion de la fibre FTTH, créant environ 2,5 millions de raccordement à la fibre optique, soit environ 30 % des ménages néerlandais. Initialement, l'expansion de la fibre optique a été mise en œuvre principalement en Rhénanie du Nord-Westphalie, en Basse-Saxe, dans le Schleswig-Holstein et en Bavière.
À partir de 2015, l'investisseur américain Kohlberg, Kravis, Roberts and Co. est l'actionnaire majoritaire , aux côtés du groupe Reggeborgh en tant qu'actionnaire minoritaire. En conséquence, Deutsche Glasfaser à un capital d'investissement s'élevant à environ 1,5 milliard d'euros pour son expansion en Allemagne dans les années suivantes. En outre, des subventions doivent également être demandées. Depuis 2016, l'entreprise poursuit l'expansion des réseaux de fibre optique dans toute l'Allemagne.
Deutsche Glasfaser est membre de l' Association fédérale pour la communication à large bande, qui s'engage pour l'expansion des réseaux de fibre optique dans toute l'Allemagne et des conditions de concurrence équitables sur le marché des télécommunications, et l' Association des fournisseurs de télécommunications et Services à valeur ajoutée.
En juillet 2017, Deutsche Glasfaser a annoncé le rachat d' Unser Ortsnetz GmbH . La marque « Unser Ortsnetz » sera abandonnée et les clients existants seront migrés vers la marque Deutsche Glasfaser.
En mai 2020, l'Office fédéral de la concurrence a autorisé le rachat de Deutsche Glasfaser par l'investisseur financier suédois EQT et le fonds de pension canadien Omers ainsi que la fusion de Deutsche Glasfaser avec son concurrent inexio Informationstechnologie und Telekommunikation GmbH basé à Sarrelouis. La société fusionnée est le troisième plus grand fournisseur de fibre optique en Allemagne après Deutsche Telekom et Vodafone.

## Domaine d'activité
L'entreprise construit et exploite son propre réseau de fibre optique à large bande, qui est acheminé jusqu'aux maisons individuelles, c.-à-d. Deutsche Glasfaser ne dépend pas des lignes de leasing de Deutsche Telekom AG pour le « dernier kilomètre ». Ce réseau est ouvert à d'autres opérateurs de télécommunications. (appelé Réseau d'accès libre ). L'extension est réalisée en coopération avec les municipalités et se concentre à la périphérie des grandes agglomérations. Avant son expansion dans une zone, l'entreprise procède au regroupement de la demande pendant une période limitée. Ce n'est que lorsqu'un certain pourcentage des ménages dans la zone d'expansion potentielle signe un contrat avec Deutsche Glasfaser au cours de cette phase que l'expansion aura lieu. Les initiatives citoyennes sont souvent mises en place pour servir de médiateurs entre les citoyens, les élus locaux et l'entreprise.
En tant que fournisseur d'accès à Internet, elle commercialise des services Internet, de télévision et de téléphonie pour les particuliers. En février 2017, selon l'organisation professionnelle FTTH Council Europe, l'entreprise avait connecté 70 000 foyers à son réseau sur environ 235 000 foyers pouvant être connectés. Selon ses propres rapports, l'entreprise comptait 300 000 clients sous contrat et environ 500 000 ménages connectables en mai 2019. En ce qui concerne la couverture haut débit des zones rurales, Deutsche Faser est désormais considérée comme un concurrent important de Deutsche Telekom.

## Récompense
- FTTH Europe : "Prix Opérateur FTTH" 2017

## Site internet
- deutsche-glasfaser.de - Site Web Deutsche Glasfaser

## Source
1. ↑  (de) « Deutsche Glasfaser in Erftstadt », sur Kabelconnect, 5 janvier 2023 (consulté le 21 mai 2023).